# Застава Војводине
Застава Аутономне Покрајине Војводине је један од симбола Војводине. Према Статуту Војводине усвојеном у мају 2014. године, Војводина има две заставе, званичну и традиционалну. Званична застава је усвојена на седници Скупштине Војводине 27. фебруара 2004. године, док је традиционална застава, базирана на традиционалној српској тробојци из 1848. године, усвојена Статутом Војводине из 2014. Док је увођење традиционалног грба и заставе усвојена гласањем 15. септембра 2016.

## Опис

### Званична застава
- Технички детаљи заставе од 2004.

Званична застава Војводине је у основи српска тробојка (црвено–плаво–бело), која симболизује припадност АП Војводине Републици Србији, са знатно проширеним плавим пољем на које су смештене три жуте петокраке распоређене у троугао које представљају три области Војводине, Срем, Банат и Бачку, а подсећајући на заставу ЕУ, означавају тежњу Војводине ка европским вредностима и интеграцијама. Хералдички изворник овог мотива на застави Војводине је преузет са Летонског споменика слободе.
Пропорције заставе су 1:2 (висина:дужина).
Поводом усвајања ове заставе, од стране више невладиних организација из Војводине је 2003. године покренута иницијатива за оцену уставности ове Одлуке покрајинске скупштине пред Уставним судом Републике Србије.

### Традиционална застава
Опис изгледа традиционалне заставе АП Војводине гласи: „Застава АП Војводине јесте традиционална тробојка са хоризонталним пољима истих висина црвене, плаве и беле боје, одозго надоле, са традиционалним грбом или без.
Пропорције заставе су 2:3 (висина:дужина)”.

## Историјске заставе

### Застава Српске Војводине из 1848. (српска тробојка)
Од Мајске скупштине у Сремским Карловцима 1848. године и формирања Српске Војводине, као њена застава је званично употребљавана српска тробојка.

### Застава Српске Војводине из 1848. (застава српског војводе)
1848. године је Аустријско царство подарило војводи Стевану Шупљикцу заставу Српске Војводине. Ова застава је жуте боје, са црним двоглавим аустријским орлом. Испод орла је натпис „Царско и краљевско војводство српско 1848“, док се на грудима орла налази војводски плашт, на коме је  штит са крстом и оцилима.
Полеђина заставе  је плава, а на њој се налази Свети Ђорђе, док је руб полеђине  сачињен од црвено-плаво-белих троуглова. Оригинална застава чува се у Народном музеју Панчево.
- Српска тробојка
- Застава Српске Војводине из 1848. године